# Sixième secteur de Marseille
Le VIe secteur de Marseille comprend les 11e et le 12e arrondissements de la ville.

## Histoire
La loi no 75-1333 du 31 décembre 1975 regroupe les arrondissements de Marseille pour l'élection du conseil municipal : le VIe secteur est alors composé des 11e et 12e arrondissements.
La loi PLM de 1982 dote les secteurs de conseils et maires élus. Le VIe secteur comprend les 15e et 16e arrondissements, soit l'actuel VIIIe secteur.
Les secteurs sont redécoupés en 1987 : le VIe secteur reprend alors sa composition de 1975 à l'est de la ville avec les 11e et 12e arrondissements.

## Politique
Le conseil du VIe secteur compte 39 membres, dont 13 siègent également au conseil municipal de Marseille.
L'est de Marseille a longtemps été acquis au PS mais a basculé à droite depuis les années 1990.
| Élection | Arrdt.     | Nom                                  | Parti | Parti       |
| -------- | ---------- | ------------------------------------ | ----- | ----------- |
| 1983     | 15e et 16e | Pascal Posado                        |       | PCF         |
| 1989     | 11e et 12e | Maurice Prunetta                     |       | PS diss.    |
| 1995     | 11e et 12e | Pierre Chevalier                     |       | UDF         |
| 2001     | 11e et 12e | Roland Blum                          |       | DL          |
| 2008     | 11e et 12e | Robert Assante                       |       | NC puis DVD |
| 2014     | 11e et 12e | Valérie Boyer puis Julien Ravier     |       | UMP puis LR |
| 2020     | 11e et 12e | Julien Ravier puis Sylvain Souvestre |       | LR          |